# 3142 Kilopi
3142 Kilopi (1937 AC) là một tiểu hành tinh vành đai chính được phát hiện ngày 9 tháng 1 năm 1937 bởi A. Patry ở Nice. The name là một pun, as kilo pi equals one thousand times pi, which is approximately 3142.